# Premierzy Singapuru
Premierzy Singapuru – lista premierów Singapuru od 9 sierpnia 1965 roku od ogłoszenia przez kraj niepodległości w ramach brytyjskiej Wspólnoty Narodów.
Lee Kuan Yew od 5 czerwca 1959 był premierem Singapuru jeszcze pod administracją brytyjską, po uzyskaniu przez kraj niepodległości został jego pierwszym premierem, a funkcję pełnił do 1990 roku. Od 1990 do 2004 urząd pełnił Goh Chok Tong, zaś od 12 sierpnia 2004 do 15 maja 2024 trzecim w historii Singapuru premierem był Lee Hsien Loong. Był on najstarszym synem pierwszego premiera. Od 15 maja 2024 premierem Singapuru jest Lawrence Wong. Wszyscy czterej premierzy wywodzą się z Partii Akcji Ludowej.

## Chronologiczna lista
| Osoba | Osoba   | Osoba                    | Kadencja          | Kadencja          | Partia polityczna    |
| Nr    | Portret | Imię i nazwisko          | Od                | Do                | Partia polityczna    |
| ----- | ------- | ------------------------ | ----------------- | ----------------- | -------------------- |
| 1     |         | Lee Kuan Yew (1923–2015) | 9 sierpnia 1965   | 28 listopada 1990 | Partia Akcji Ludowej |
| 2     |         | Goh Chok Tong (1941–)    | 28 listopada 1990 | 12 sierpnia 2004  | Partia Akcji Ludowej |
| 3     |         | Lee Hsien Loong (1952–)  | 12 sierpnia 2004  | 15 maja 2024      | Partia Akcji Ludowej |
| 4     |         | Lawrence Wong (1972–)    | 15 maja 2024      | nadal             | Partia Akcji Ludowej |